# フルオロクエン酸
フルオロクエン酸（英: Fluorocitric acid）は、クエン酸の水素原子一つがフッ素に置き換わった有機フッ素化合物である。

## 作用機序
モノフルオロ酢酸は生体内でフルオロアセチル補酵素Aに代謝されたのち、クエン酸回路内でフルオロクエン酸となる。このフルオロクエン酸は、アコニット酸ヒドラターゼ（アコニターゼ）の反応を阻害し、生体のエネルギーの生産を妨げることにより高い毒性を示す